# Marián Zimen
Marián Zimen (3. srpen 1980 Trenčín) je bývalý slovenský fotbalový obránce a trenér.
Svojí trenérskou kariéru započal v roce 2008 v Dubnici nad Váhom, kde trénoval starší dorost. Mezi lety 2013 a 2018 byl asistentem trenéra v MŠK Žilina. V letech 2020–2021 byl asistentem trenéra v českém klubu FC Viktoria Plzeň..